# Arméns radar- och luftvärnsmekanikerskola
Arméns radar- och luftvärnsmekanikerskola (RMS) var en teknisk truppslagsskola för luftvärnet inom svenska armén som verkade i olika former åren 1957–1981. Förbandsledningen var förlagd i Göteborgs garnison i Göteborg.

## Historia
Arméns radar- och luftvärnsmekanikerskola bildades den 1 juli 1957 genom att Arméns radarskola (RadarS) och Luftvärnets mekanikerskola (LvMekS) sammanslogs till en skola. Även om skolan tillhörde luftvärnet, så var den inledningsvis samlokaliserad med Göta artilleriregemente (A 2). Genom försvarsbeslutet 1958 beslutades dock att Göta artilleriregemente skulle avvecklas och dess kasernetablissement skulle övertas av Göteborgs luftvärnskår (Lv 6). Från den 1 april 1962 var de båda luftvärnsförbanden samlokaliserade.
I regeringens proposition 1975/76:190 föreslogs att skolan skulle omlokaliseras till Östersund, för att där utgöra en del av den nya skolan Arméns tekniska skola. Regeringen avsåg med sin proposition att Tygförvaltningsskolan skulle den 1 januari 1977 ombildas till Arméns tekniska skola. Arméns tekniska skola skulle till en början vara lokaliserad till Tygförvaltningsskolans befintliga lokaler i Stockholm. Hösten 1979 skulle skolan sedan omlokaliseras till Östersund. Vid samma tidpunkt föreslogs att den tekniska utbildningen av pjäs- och bandtraktormekaniker vid Norrlands artilleriregemente (A 4) i Östersund, Smålands artilleriregemente (A 6) i Jönköping skulle övertas av Arméns tekniska skola. Resterande skolor, Mekanikerskolan vid Arméns stabs- och sambandsskola (StabSbS) och Arméns radar och luftvärnsmekanikerskola (RMS) föreslogs i en andra etapp sommaren 1980 omlokaliseras till Östersunds garnison.
Arméns tekniska skola kom dock bara till en början att inkludera skolorna Tygförvaltningsskolan (TygS) och den tekniska delen ur Arméns stabs- och sambandsskola (StabSbS). Detta då Arméns radar och luftvärnsmekanikerskola (RMS) kvarstod i Göteborg. Det bland annat på grund av lokaltidningarna i Östersund skrivit flera artiklar om farlig strålning från de planerade radarstationerna. Arméns radar och luftvärnsmekanikerskola (RMS) kom istället inrätta en provisorisk organisation, Luftvärnets officershögskola och tekniska skola (LvOHS/TS). I regeringens proposition 1977/78:65 ändrade regeringen sitt tidigare beslut till att skolan skulle kvarstå i Göteborg. Det då man ansåg att skolan dels disponerade goda lokaler vilket möjliggjord ett fruktbärande samarbete med Chalmers tekniska högskola. Men genom att bibehålla skolan i Göteborg, kunde en investeringskostnad av ca 20 miljoner kr i Östersund undvikas.
Riksdagen antog regeringen förslag om att skolan skulle kvarstå i Göteborg. Med beslutet kom dock en förändring som kom att påverka skolan, den skulle sammanslås med Luftvärnets kadett- och aspirantskola. Den 30 juni 1981 avvecklades Arméns radar- och luftvärnsmekanikerskola och den 1 juli 1981 bildades den nya skolan Luftvärnets officershögskola och tekniska skola.

## Verksamhet
Arméns radar- och luftvärnsmekanikerskola (RMS) övertog uppgifter från Arméns radarskola och Luftvärnets mekanikerskola. Skolans skulle utbilda fast anställt befäl till tekniker, vidareutbilda tyghantverkare och vapentekniker och utbilda värnpliktiga till mekaniker. Vid skolan bedrevs soldat-, fack- och yrkesutbildning av värnpliktiga tekniker och pjäsmekaniker. Vidare anordnades viss materiel- och specialkurserer. Skolan svarade även för telelinjens luftvärnsyrkesgrenar inom arméteknikerutbildningen. Skolan var organiserad med en stab/skolexpedition, en utbildningsavdelning, ett utbildningskompani, en utbildningsverkstad och en försöksavdelning. Skolan utbildade årligen cirka 535 elever. 

## Förläggningar och övningsplatser
När skolan bildades 1957 övertog skolan de lokaler som hade uppförts 1954 till Arméns radarskola. Lokalerna, ett nytt skolhus, radarhall samt stridsledningsbyggnad hade uppförts på Bertil von Wachenfeldts väg och Thord Lindbloms väg i Kviberg. År 1945 hade tre nya förläggningskaserner uppförts, på Lilla Regementsvägen, öster om sjukhuset, två av dessa kaserner övertogs 1957 av Arméns radar- och luftvärnsmekanikerskola. År 1960 övertog skolan även det bergrum som under 1950-talet uppförts som en krigsverkstad under radarhallen.

## Förbandschefer
Förbandschefen titulerades skolchef och hade tjänstegraden överste.

- 1957–1957: Överstelöjtnant Carl Silfverstolpe [c]
- 1957–1966: Överste Tore Stawström [d]
- 1966–1975: Överste Yngve Berglund [e]
- 1975–1976: Överste Stig Lindskog [f]
- 1976–1981: Överste Per-Olof Martin [g]

## Namn, beteckning och förläggningsort
| Arméns radar- och luftvärnsmekanikerskola | 1957-07-01 | – | 1981-06-30 |

| RMS | 1957-07-01 | – | 1981-06-30 |

| Göteborgs garnison (F) | 1957-07-01 | – | 1981-06-30 |

## Galleri

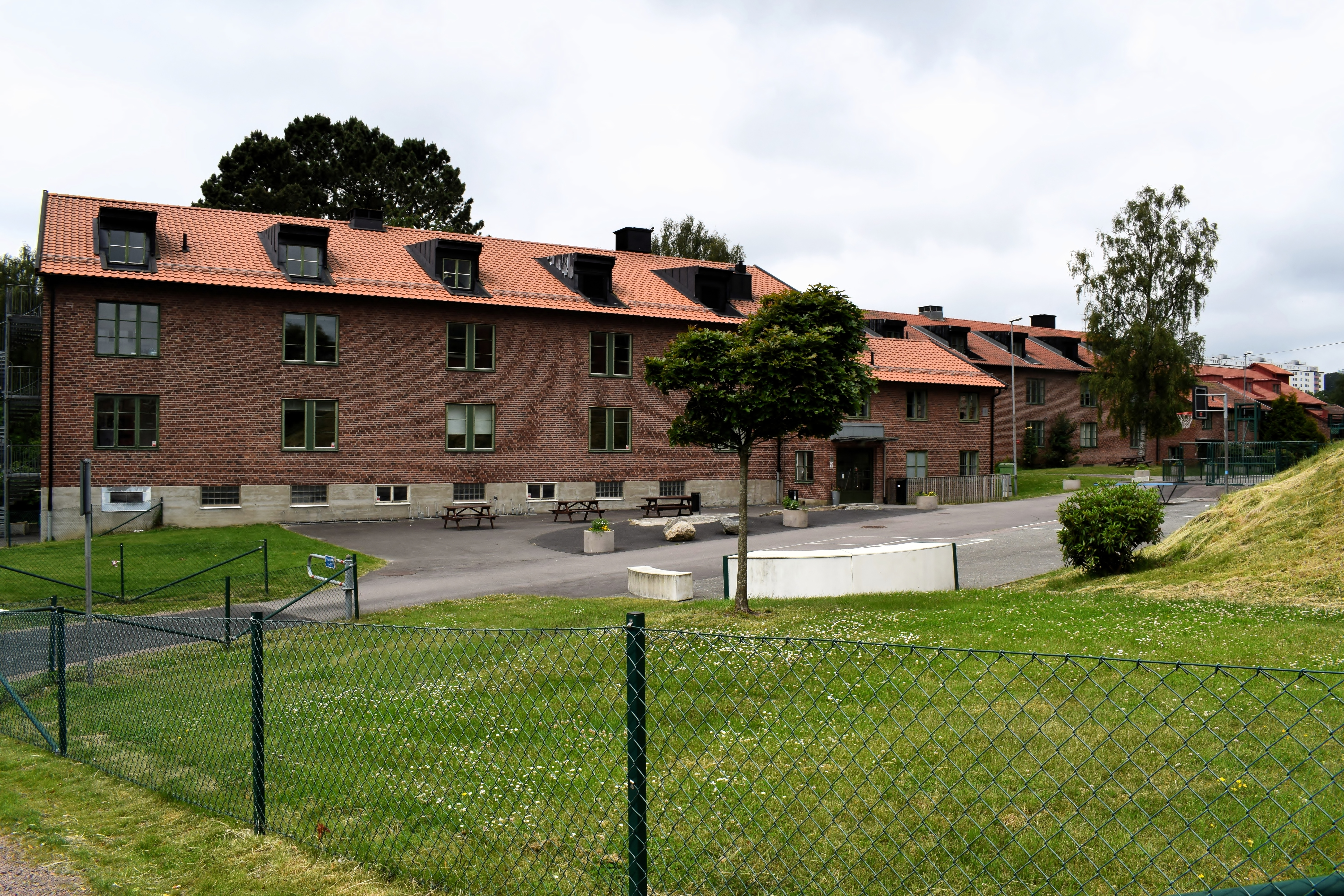
Skolans förläggningskaserner i Kviberg, Göteborg.
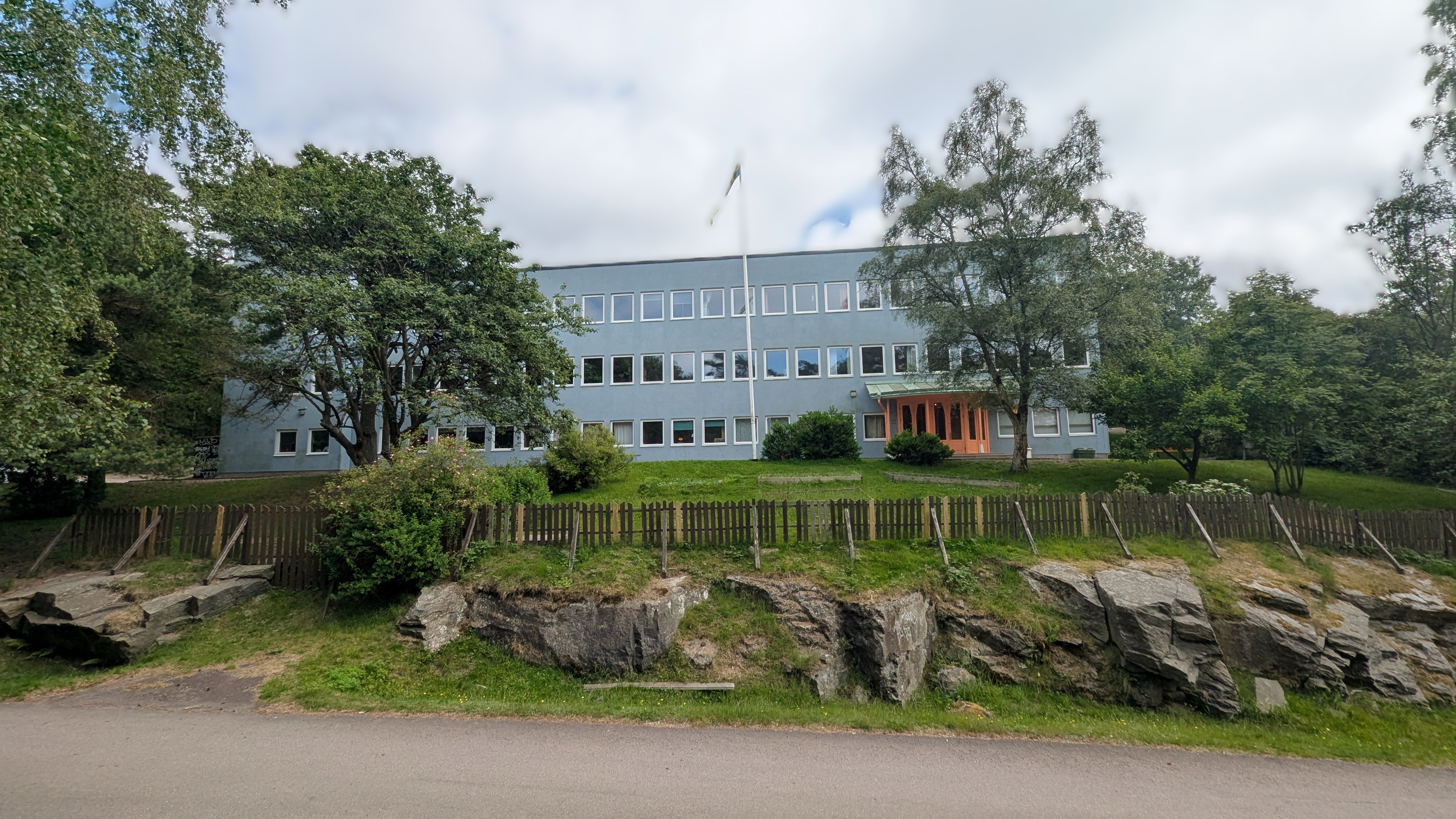
Skolans utbildningslokaler i Kviberg, Göteborg.
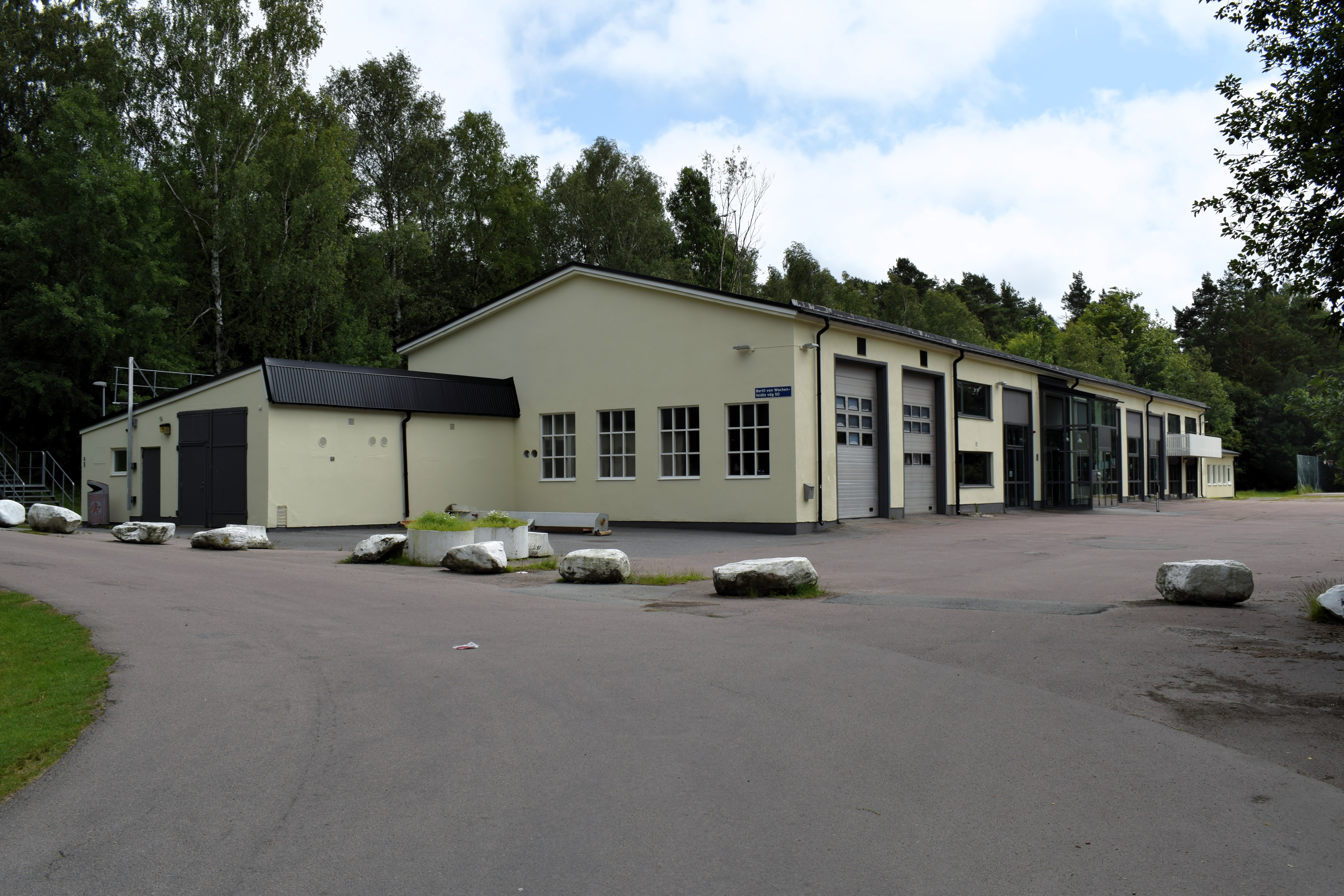
Radarhallen i Kviberg, Göteborg.
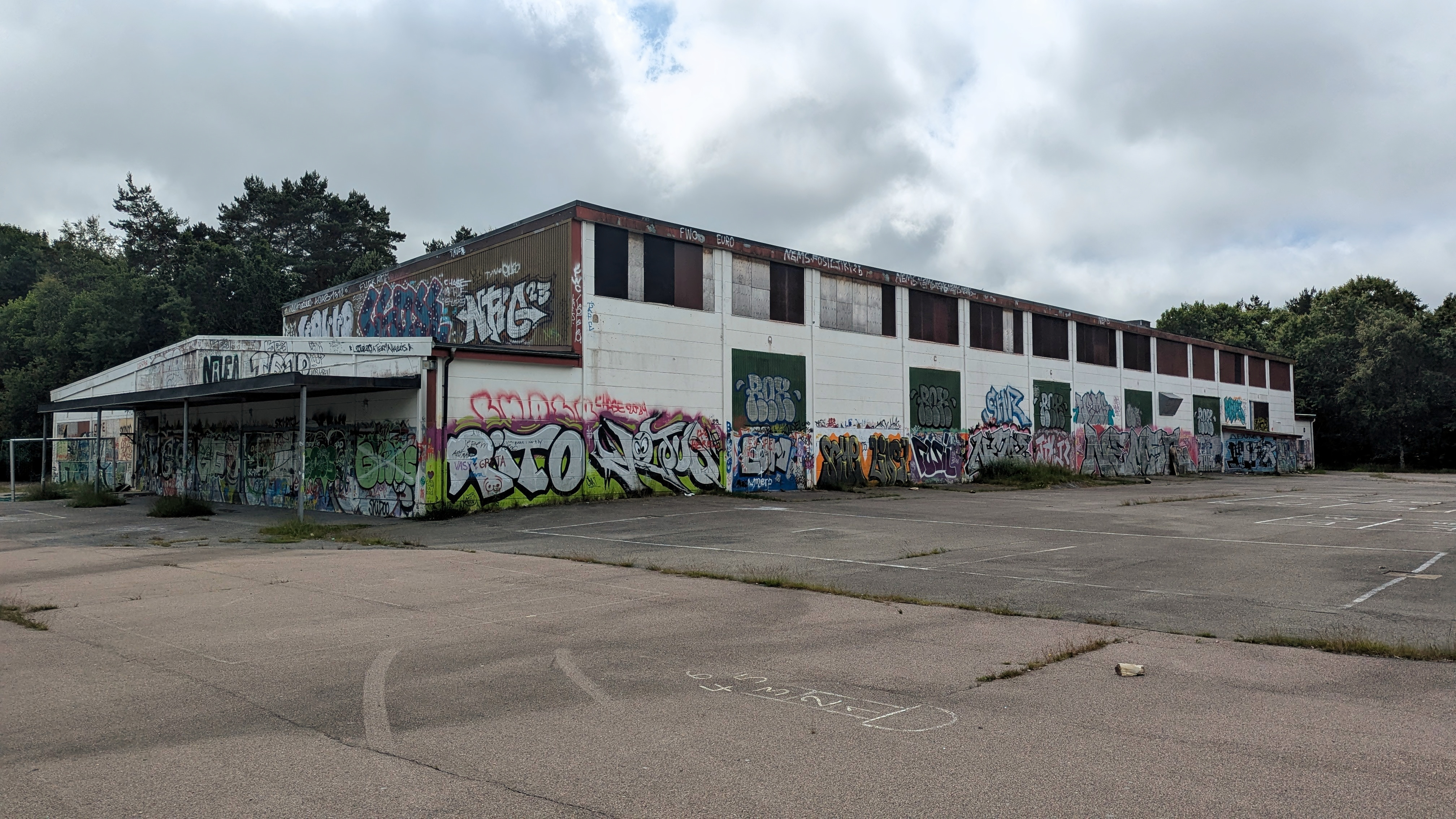
Blåsåshallen, med simulatorutbildning för eldrörs- och robotluftvärn, i Kviberg, Göteborg,